# Corner Rock
Der Corner Rock (von englisch corner ‚Ecke, Winkel‘) ist eine Klippe in der östlichen Einfahrt zum Meek-Kanal in der Gruppe der Argentinischen Inseln des Wilhelm-Archipels westlich der Antarktischen Halbinsel. Der Felsen liegt auf halbem Weg zwischen Corner Island und der Galíndez-Insel.
Eine Kartierung des Felsens nahmen Teilnehmer der British Graham Land Expedition (1934–1937) unter der Leitung des australischen Polarforschers John Rymill im Jahr 1935 vor. Die Benennung erfolgte in Anlehnung an diejenige von Corner Island.